# Typhlocirolana buxtoni
Typhlocirolana buxtoni är en kräftdjursart som beskrevs av Emil Racoviţă 1912. Typhlocirolana buxtoni ingår i släktet Typhlocirolana och familjen Cirolanidae. Inga underarter finns listade i Catalogue of Life.